# 第三大道
第三大道（英語：Third Avenue）是纽约曼哈頓东部的一条南北走向大道，从库珀广场向北共120多街块。通过第三大道桥穿过哈萊姆河延续到布朗克斯，北到东129街以北到西福德姆路的福德姆中心，它是构成南布朗克斯交通繁忙、建筑密集的中心（The Hub）的4条街道之一。
第三大道在24街以南为双向行驶，以北只允许北行，到布朗克斯又是双向行驶。然而，第三大道桥只允许车辆南行。在曼哈顿，路牌标记为“3 Ave” ，而在布朗克斯，路牌标记为“Third Ave”。